# 山城田辺郵便局
山城田辺郵便局（やましろたなべゆうびんきょく）は、京都府京田辺市にある郵便局。民営化前の分類では集配普通郵便局であった。

## 概要
住所：〒610-0399 京都府京田辺市興戸犬伏5-3

## 沿革
- 1873年（明治6年） - 田辺郵便取扱所として開設[1]。
- 1875年（明治8年）1月1日 - 田辺郵便局（五等）となる。
- 1882年（明治15年）2月16日 - 為替・貯金取扱を開始。
- 1897年（明治30年）3月26日 - 田辺郵便電信局となる。
- 1903年（明治36年）4月1日 - 通信官署官制の施行に伴い田辺郵便局となる。
- 1963年（昭和38年）3月1日 - 三山木郵便局から和文電報配達事務を移管[2]。
- 1968年（昭和43年）9月22日 - 電話交換および和文電報配達業務を山城田辺電報電話局に移管。
- 1974年（昭和49年）3月4日 - 特定郵便局から普通郵便局に局種別改定するとともに山城田辺郵便局に改称。同日、井手郵便局から集配業務の一部（井手町域）[3]を移管。
- 1998年（平成10年）9月1日 - 外国通貨の両替および旅行小切手の売買に関する業務取扱を開始。
- 2007年（平成19年）10月1日 - 民営化に伴い、併設された郵便事業山城田辺支店に一部業務を移管。
- 2012年（平成24年）10月1日 - 日本郵便株式会社の発足に伴い、郵便事業山城田辺支店を山城田辺郵便局に統合。

## 取扱内容
- 郵便、印紙、ゆうパック、内容証明
- 貯金、為替、振替、振込、国際送金、外貨両替・トラベラーズチェック、国債、投資信託
- 生命保険、バイク自賠責保険、自動車保険
- ゆうちょ銀行ATM
- 「610-03xx」区域（京田辺市内および綴喜郡井手町内）の集配業務
- ゆうゆう窓口

## 周辺
- 京田辺市役所
- 田辺警察署
- 京田辺市立田辺中学校
- 国道307号

## アクセス
- 近鉄京都線 興戸駅から徒歩約12分
- JR片町線（学研都市線） 同志社前駅から徒歩約13分
- 奈良交通バス 田辺中学校前停留所下車
- 京奈和自動車道 田辺西ICから東へ約2km
- 駐車場あり：8台